# Liste der denkmalgeschützten Objekte in Finkenberg
Die Liste der denkmalgeschützten Objekte in Finkenberg enthält die 11 denkmalgeschützten, unbeweglichen Objekte der Tiroler Gemeinde Finkenberg.

## Denkmäler
| Foto  |                 | Denkmal                                                                                        | Standort                                      | Beschreibung | Metadaten |
| ----- | --------------- | ---------------------------------------------------------------------------------------------- | --------------------------------------------- | --- | --- |
| ja    | Datei hochladen | Kath. Pfarrkirche hl. Leonhard HERIS-ID: 55343 Objekt-ID: 63967 TKK: 16262                     | bei Dorf 138 Standort KG: Finkenberg          | Die vom Friedhof umgebene Dorfkirche wurde 1719/20 erbaut. Im 19. Jahrhundert wurde das Langhaus verlängert, und der Nordturm erhielt seinen Spitzhelm. Der Hochaltar, das Bild des linken Seitenaltars und die Kanzel entstanden in den Jahren 1725/26. | BDA-Hist.: Q38064837 Status: § 2a Stand der BDA-Liste: 2025-06-30 Name: Kath. Pfarrkirche hl. Leonhard GstNr.: 7/1 Pfarrkirche Finkenberg                              |
| ja    | Datei hochladen | Alter Friedhof und Totenkapelle HERIS-ID: 97370 Objekt-ID: 113172 TKK: 70025                   | bei Dorf 138 Standort KG: Finkenberg          | Die Friedhofskapelle östlich der Pfarrkirche stammt aus der Barockzeit (vermutlich 18. Jahrhundert) und wurde nach 1960 erweitert. Der barocke Kernbau weist einen dreiseitig schließenden Chor und einen gemauerten Dachreiter mit Pyramidendach am schindelgedeckten Zeltdach auf. Der Zugang erfolgt giebelseitig über eine segmentbogige Öffnung. Im Nordosten schließt sich der moderne Anbau mit gewölbtem Treppenaufgang von der tiefer liegenden Straße an. | BDA-Hist.: Q37769805 Status: § 2a Stand der BDA-Liste: 2025-06-30 Name: Alter Friedhof und Totenkapelle GstNr.: 1, 7/2                                                 |
| ja    | Datei hochladen | Fußgängerbrücke, Teufelssteg und Kruzifix HERIS-ID: 97470 Objekt-ID: 113275 TKK: 16277         | Dorf 147, in der Nähe Standort KG: Finkenberg | Die hölzerne Fußgängerbrücke über den Tuxbach verbindet die Orte Dornau und Persal. Die Brücke ist inschriftlich auf 1876 datiert, wurde aber vermutlich bereits im 18. Jahrhundert errichtet. Die Auflager an beiden Ufern sind in Natursteinmauerwerk aufgeführt. Das Tragwerk besteht aus vierdoppelten Sprengwerken. Der Oberbau ist in Ständerbauweise gezimmert und mit einem schindelgedeckten Satteldach gedeckt. | BDA-Hist.: Q2407011 Status: § 2a Stand der BDA-Liste: 2025-06-30 Name: Fußgängerbrücke, Teufelssteg und Kruzifix GstNr.: 373/1, 447/1, 1832 Teufelsbrücke Finkenberg   |
| ja BW | Datei hochladen | Kath. Filialkirche Mariae Himmelfahrt und Friedhof HERIS-ID: 59776 Objekt-ID: 71351 TKK: 16261 | neben Dornauberg 28 Standort KG: Finkenberg   | Die Expositurkirche in Dornauberg wurde 1850–1854 anstelle eines kleineren Kirchleins von 1833 erbaut. Der neuromanische Bau besteht aus einem zweijochigen Langhaus und einem einjochigen, eingezogenen Chor und ist mit einem Satteldach mit Dachreiter gedeckt. Das Innere ist mit einem Gesims und Pilastern gestaltet. Die Deckenmalereien mit Szenen aus dem Marienleben wurden 1912 von Josef Haun geschaffen. | BDA-Hist.: Q38088730 Status: § 2a Stand der BDA-Liste: 2025-06-30 Name: Kath. Filialkirche Mariae Himmelfahrt und Friedhof GstNr.: .729, 1644/3 Pfarrkirche Dornauberg |
| ja    | Datei hochladen | Holzpavillon beim Gasthof Rosshag HERIS-ID: 62069 Objekt-ID: 74586 TKK: 20059                  | Dornauberg 66 Standort KG: Finkenberg         | Der Holzpavillon westlich des Gasthauses Rosshag wurde um 1900 errichtet. Der Ständerbau auf einem Bruchsteinfundament weist ein Satteldach mit drei Quergiebeln auf. Die zwei hangseitigen Fassaden bestehen aus senkrechter Bretterschalung, die zum Weg und zum Gasthaus orientierten Fassaden sind laubenartig geöffnet. Die Füllungen zwischen den konstruktiven Holzteilen und die Giebelfelder sind mit ornamentalen Sägemustern verziert. | BDA-Hist.: Q38098723 Status: Bescheid Stand der BDA-Liste: 2025-06-30 Name: Holzpavillon beim Gasthof Rosshag GstNr.: .774 Holzpavillon beim Gasthof Rosshag           |
| ja    | Datei hochladen | Alpengasthof Breitlahner HERIS-ID: 111805 Objekt-ID: 129815 TKK: 119758seit 2013               | Dornauberg 70 Standort KG: Finkenberg         | Der Gasthof wurde 1887 erbaut und 1894 erweitert. Er besteht aus vier verschiedenen Trakten, wobei die Erweiterungsbauten einfacher ausgeführt sind als der mächtige, dreigeschoßige Altbau. Dieser besitzt ein gemauertes Kellergeschoß und in eng verfugter Blockbauweise gezimmerte Obergeschoße, zwei mächtige Dacherker und ein Satteldach. Die zeit- und regionaltypisch aufwändig gestalteten, architektonischen Details sind mit zimmermannstechnisch ausgereifter Fertigkeit ausgeführt. Im Inneren sind in den Obergeschoßen noch überwiegend originale Dielenböden, Wandverbretterungen und Felder- oder Holzbalkendecken erhalten. | BDA-Hist.: Q37826813 Status: Bescheid Stand der BDA-Liste: 2025-06-30 Name: Alpengasthof Breitlahner GstNr.: .797 Alpengasthof Breitlahner                             |
| ja    | Datei hochladen | Straßenbrücke, Hochstegen HERIS-ID: 99374 Objekt-ID: 115496 TKK: 16278                         | Hochsteg 550 Standort KG: Finkenberg          | Die gedeckte hölzerne Fachwerkbrücke über die Klamm des Zemmbachs verbindet die Gemeinden Finkenberg und Mayrhofen. Sie stammt aus dem 19. Jahrhundert. | BDA-Hist.: Q37773987 Status: § 2a Stand der BDA-Liste: 2025-06-30 Name: Straßenbrücke, Hochstegen GstNr.: 1817/1, 1819/1 Straßenbrücke Hochstegen                      |
| ja    | Datei hochladen | Herz-Jesu-Kapelle HERIS-ID: 97471 Objekt-ID: 113276 TKK: 16279                                 | Standort KG: Finkenberg                       | Die neugotische Kapelle wurde 1896 anstelle eines etwas nördlicher gelegenen Vorgängerbaus errichtet. Der Mauerbau mit vierseitig schließendem Chor weist Strebepfeiler und ein schindelgedecktes Satteldach auf. An der nördlichen Eingangsfassade befinden sich ein Spitzbogenportal und ein kreisrundes Fenster. Am First ist ein hoher Dachreiter mit schlankem Pyramidendach aufgesetzt. Im Inneren ist der einjochige Betraum mit Spitzbogengewölbe durch einen Triumphbogen vom Chor ausgeschieden. Die Decke ist mit Ornamentmalerei mit Wappen geschmückt, an den Seitenwänden befinden sich Porträts der Tiroler Freiheitskämpfer Andreas Hofer, Josef Speckbacher, Joachim Haspinger und Peter Stöckl. Das neugotische Altarrelief zeigt den kreuztragenden Christus. | BDA-Hist.: Q37769943 Status: § 2a Stand der BDA-Liste: 2025-06-30 Name: Herz-Jesu-Kapelle GstNr.: .808                                                                 |
| ja    | Datei hochladen | Kruzifix HERIS-ID: 97474 Objekt-ID: 113279 TKK: 115583                                         | Standort KG: Finkenberg                       | Das Wegkreuz in geschlossenem Bretterkasten stammt aus der ersten Hälfte des 19. Jahrhunderts und weist einen Corpus im Dreinageltypus auf. | BDA-Hist.: Q37769951 Status: § 2a Stand der BDA-Liste: 2025-06-30 Name: Kruzifix GstNr.: 1898/1                                                                        |
| BW    | Datei hochladen | Lavezabbau auf der Lavitzalm HERIS-ID: 205920seit 2021                                         | Standort KG: Finkenberg                       | Im Bereich der Lavitzalm unterhalb des Pfitscher Jochs auf rund 2100 m ü. A. wurde seit dem 7. Jahrhundert n. Chr. Lavez (Speckstein) abgebaut, der zur Herstellung von verschiedensten Objekten wie gedrechselten Gefäßen verwendet wurde. An neun Stellen wurden Fragmente von Lavezgefäßen sowie Abbauspuren wie kreisrunde bis zu 50 cm große Kuhlen und oberflächliche längliche und punktförmige Vertiefungen, die durch den Abbau mit Pickeln und Meißeln entstanden sind, gefunden. | BDA-Hist.: Q107710351 Status: Bescheid Stand der BDA-Liste: 2025-06-30 Name: Lavezabbau auf der Lavitzalm GstNr.: 1862, 1867                                           |
| BW    | Datei hochladen | Steinzeitlicher Bergkristallabbau am Riepenkar HERIS-ID: 255498seit 2024                       | Standort KG: Finkenberg                       | Im Riepenkar am Südfuß des Olperers in einer Höhe von 2800 m wurden in einer 15 m langen und bis zu 3 m tiefen Quarzkluft prähistorische Abbauspuren und Artefakte gefunden. Diese zeigen, dass an dieser Stelle bereits im Mesolithikum und Neolithikum durch hochalpine Jäger Bergkristall abgebaut wurde, der zu Geräten wie Klingen und Pfeilspitzen verarbeitet wurde sowie als Tauschgut diente. Die Fundstelle war vermutlich Teil eines Nord-Süd-Korridors vom Rofan bis zum Gardasee, über den zumindest ein Teil des transalpinen Gütertausches mit Bergkristall abgewickelt wurde. | BDA-Hist.: Q126122401 Status: Bescheid Stand der BDA-Liste: 2025-06-30 Name: Steinzeitlicher Bergkristallabbau am Riepenkar GstNr.: 1870/1                             |